# Observatoire solaire de Big Bear Lake
Pour les articles homonymes, voir Big Bear (homonymie).
L'observatoire solaire de Big Bear Lake (BBSO) est un observatoire astronomique universitaire spécialisé dans l'étude du Soleil. Les instruments que l'on trouve dans cet observatoire ont donc été pensés et fabriqués spécifiquement dans ce but. Le BBSO abrite notamment le télescope solaire Goode (en) (GST) de 1,6 m d'ouverture, sans obstruction dans le train optique (en). L'observatoire appartient au New Jersey Institute of Technology.
L'observatoire se trouve sur la rive nord du lac Big Bear, dans les montagnes de San Bernardino, sur le comté de San Bernardino en Californie. Une chaussée de 200 m de long a été construite spécialement sur le lac pour placer certains bâtiments de l'observatoire.

## Histoire
L'observatoire a été construit par CalTech en 1969. Le lieu a été choisi pour la clarté de son ciel. La surface du lac se trouve à environ 2200 m d'altitude, le positionnement de l'observatoire sur une presqu'île assurant un refroidissement naturel de l'atmosphère, et minimise ainsi les turbulences atmosphériques. La gestion de l'observatoire a été transférée au New Jersey Institute of Technology en 1997. Son financement provient de la NASA de la National Science Foundation, l'US Air Force entre autres.

## Instrumentation
L'observatoire était initialement équipé de quatre instruments, dont deux lunettes de 10" (25 cm), un coronographe de 9" (23 cm) et un télescope Cassegrain de 16" (41 cm). En 1997, l'observatoire possédait un télescope sous vide de 65 cm, une lunette de 25 cm également sous vide, et un télescope de 20 cm. Les équipements de 65 et 25 cm étudiaient les points chauds du Soleil, tandis que celui de 20 cm étudiait la surface du Soleil globalement.
Cependant, pour résoudre l'échelle fondamentale de l'atmosphère solaire (le libre parcours moyen d'un photon est de 100 km à la surface du Soleil) une ouverture d'au moins 1,5 m est nécessaire. La correction de la distorsion causée par l'atmosphère terrestre par l'optique adaptative (AO) est la technologie fondamentale du premier télescope solaire de grande taille construit aux États-Unis en une génération – le Goode Solar Telescope (GST). Le GST est un télescope hors-axe (de) de 1,6 m d'ouverture réelle, qui envoie sa lumière non obstruée vers des spectro-polarimètres en lumière visible et en infrarouge proche (NIR). The GST bénéficie de trois générations d'AO, qui comprend désormais l'AO multi-conjuguée (MCAO) dans une phase de démonstration pour une correction à large champ. C'est le seul système MCAO en service comprenant trois miroirs déformables.
La lumière corrigée par l'optique adaptative est envoyée soit au spectro-polarimètre visible (VIS) ou au spectro-polarimètre proche infrarouge (NIRIS). De plus, la lumière non corrigée peut être envoyée vers un spectrographe cryogénique (CYRA) fonctionnant à des longueurs d'onde de 5 microns.
La construction du GST a commencé en 2005 et le télescope a vu sa première lumière en janvier 2009, avec la première imagerie corrigée par l'AO à l'été 2010 dans le proche infrarouge. L'AO de deuxième génération a corrigé la lumière visible à l'été 2012. Au cours de l'été 2016, les premières observations réussies avec le MCAO ont été réalisées, ce qui a permis de tripler approximativement le champ de vision corrigé – le MCAO est essentiel pour les études nécessitant une correction à grand champ avec une cadence temporelle élevée.
Le GST était le plus grand télescope solaire à ouverture non obstruée au monde - capable de résoudre des détails du Soleil de moins de 50 km de diamètre, jusqu'à ce qu'il soit remplacé par le télescope solaire Daniel-K.-Inouye de 4 mètres qui a vu sa première lumière en 2019. Le télescope a été baptisé télescope solaire Goode en juillet 2017.
Parmi les autres télescopes du BBSO, citons le télescope de surveillance Full Disk H-alpha (FDHA) de 10 cm, situé dans un petit bâtiment supplémentaire appelé le Ash Dome. Il est co-monté avec un autre petit télescope destiné à l'observation de l’éclat de la Terre. L'observatoire abrite également une expérience d'héliosismologie faisant partie du réseau GONG (en), géré par le National Solar Observatory.